# Coenitidae
Famille
Sous-familles de rang inférieur
- Voir le texte

Les Coenitidae constituent une famille éteinte de coraux de l'ordre des Favositida et de la sous-classe éteinte des Tabulata ou coraux tabulés.
Les différentes espèces se retrouvent dans des terrains datant du Silurien au Carbonifère, avec une répartition mondiale.
Selon Fossilworks, il y a une sous-famille et quatre genres non classés :
- sous-famille † Coenitinae Sardeson, 1896
  - genre † Coenites Eichwald, 1829
- genre † Lecompteia Mironova, 1961
- genre † Placocoenites Sokolov, 1955
- genre † Planocoenites Sokolov, 1952
- genre † Platyaxum Davis, 1887